# ایجوئین هیکوکیچی
ایجوئین هیکوکیچی (به ژاپنی: 伊集院 彦吉, Ijūin Hikokichi); ۲۲ ژوئیهٔ ۱۸۶۴ – ۲۶ آوریل ۱۹۲۴) سیاست‌مدار اهل ژاپن بود.